# Dion Martinez
Dion M. Martinez (* 26. Juni 1837; † 11. März 1928) war ein kubanisch-amerikanischer Schachmeister.
Er wurde als einer der stärksten Schachspieler in Philadelphia angesehen. Dort spielte er einige Partien gegen James Mason (4:5 1874 und 3:1 1875), Wilhelm Steinitz (0:7 im November 1882, 2,5:4,5 im Dezember 1882 und 1:10 1883) und Johannes Zukertort (3,5:9,5 1884).
Er wurde geteilter 17.–18. in New York 1889 (Sixth American CC, Miksa Weiß und Michail Iwanowitsch Tschigorin gewannen). Ein Porträt von ihm (zusammen mit anderen Teilnehmern des Turniers) wurde auf Seite 8 der New York Times am 16. Juni 1889 unter dem Titel The Chessboard Kings (Die Schachbrettkönige) veröffentlicht.